# Phrynarachne katoi
Phrynarachne katoi es una especie de araña cangrejo del género Phrynarachne, familia Thomisidae. Fue descrita científicamente por Yasunosuke Chikuni en 1955.

## Distribución
Esta especie se encuentra en Asia: China, Corea y Japón.

## Tratamiento taxonómico
La especie aparece registrada y publicada en Five interesting spiders from Japan highlands. Acta Arachnologica 14: 29–40.